# Крейдянка (Шевченківський район)
Крейдянка — колишнє село в Шевченківському районі Харківської області, підпорядковувалося Аркадівській сільській раді.
1977 року в селі проживало 13 людей. Дата зникнення невідома.
Село знаходилося на лівому березі річки Великий Бурлук, вище за течією за 2 км — Роздольне, нижче за течією за 1 км — Аркадівка. За річкою лежить лісовий масив.

## Принагідно
- Прадідівська слава
- Мапіо